# 伍德莫爾 (馬里蘭州)
伍德莫爾（英語：Woodmore）是位於美國馬里蘭州佐治王子縣的一個普查規定居民點。

## 人口
根據2020年美國人口普查的數據，伍德莫爾的面積為17.12平方千米，當中陸地面積為16.96平方千米，而水域面積為0.16平方千米。當地共有人口4513人，而人口密度為每平方千米263.61人。